# Franz Fuchs (Attentäter)
Franz Fuchs (* 12. Dezember 1949 in Gralla; † 26. Februar 2000 in Graz) war ein rechtsextremer österreichischer Terrorist und Bombenattentäter. Von 1993 bis 1997 verübte der mutmaßliche Einzeltäter im Namen einer Bajuwarischen Befreiungsarmee (BBA) rassistisch und völkisch motivierte Anschläge mit zahlreichen Brief- und Rohrbomben. Opfer und Adressaten der Bombenanschläge waren Migranten, Roma und Sinti sowie Personen und Organisationen, die sich in diesen Bereichen engagierten. Das Rohrbomben-Attentat von Oberwart forderte 1995 vier Todesopfer, insgesamt wurden bei der Anschlagsserie 15 Menschen zum Teil schwer verletzt.

## Leben
Fuchs wuchs im südsteirischen Gralla mit einem Bruder auf dem Bauernhof seiner Eltern auf. Früh zeigte sich seine technische Begabung, und auf Anraten einer Lehrerin schickten ihn seine Eltern ins Gymnasium nach Leibnitz. Dort zeigte er ausgezeichnete Leistungen in Mathematik und Physik. Ein Schulfreund beschrieb ihn später als akribischen und genauen Schüler, der wegen seines Dialekts von den Mitschülern gelegentlich gehänselt und von den Lehrern kritisiert wurde. Nach der Matura schrieb sich Fuchs an der Universität Graz für theoretische Physik ein, um Atomphysiker zu werden.
In Haft gab er zu Protokoll, wegen der Beziehung zu seiner damaligen Freundin das Studium abgebrochen zu haben. Der Gerichtspsychiater Reinhard Haller hält es jedoch für wahrscheinlicher, dass Fuchs aufgrund anderer Umstände die Universität verließ. Überhaupt bezweifelt Haller, dass Fuchs jemals eine stabile Beziehung zu einer Frau gehabt habe.
Nachdem sein Ansuchen um die Erhöhung seines Stipendiums abgelehnt worden war, ging Fuchs als Hilfsarbeiter nach Deutschland. Zunächst arbeitete er bei Volkswagen in Wolfsburg, später bei Daimler-Benz. Seine Versuche, im Betrieb aufzusteigen, schlugen fehl. Im Jahre 1976 kehrte er nach Österreich zurück, wo er im August einen Suizidversuch unternahm. Sein Vater veranlasste Fuchs’ Aufnahme in eine psychiatrische Klinik in Graz, aus der er nach zwei Monaten wieder entlassen wurde. Er arbeitete 1977 zunächst als Vermessungstechniker, später im Ziviltechnikbüro eines ehemaligen Mitschülers. Seine Kollegen schildern ihn als loyal, perfektionistisch und eigentümlich. Schließlich wurde ihm nach elf Jahren die Kündigung nahegelegt. Er zog in sein Elternhaus, in dem er eine eigene Wohnung bewohnte. In der Haftzeit meinte Fuchs, er habe in dieser Zeit „gefaulenzt und viel gelesen“. Er radikalisierte sich nach eigenen Angaben wegen der Eröffnung einer slowenischsprachigen Volksschule in Klagenfurt und Österreichs Außenpolitik unter Bundeskanzler Franz Vranitzky.

## Die Anschläge

### Erste Briefbombenserie im Dezember 1993
Fuchs versandte die erste Briefbombenserie Anfang Dezember 1993. Von den zehn Briefbomben, die vom 3. bis zum 6. Dezember ihre Adressaten erreichten, explodierten vier. Erste Opfer waren der Pfarrer August Janisch und Silvana Meixner, Mitarbeiterin der Minderheitenredaktion des Österreichischen Rundfunks (ORF), sowie der damalige Wiener Bürgermeister Helmut Zilk; alle drei wurden schwer verletzt. Zilk verlor bei diesem Anschlag zwei Finger der linken Hand. Eine Angestellte eines Masseverwalters wurde verletzt, als eine Bombe detonierte, die an den Islamischen Ausländer-Hilfsverein adressiert war.
Die anderen sechs Sprengsätze wurden rechtzeitig entdeckt. Sie waren adressiert an den Caritas-Präsidenten Helmut Schüller, die Grünen-Politikerinnen Madeleine Petrovic und Terezija Stoisits, die damalige Frauenministerin Johanna Dohnal, den Universitätsprofessor Wolfgang Gombocz (Gründungs- und Vorstandsmitglied einer Vertretungsorganisation der steirischen Slowenen, des Artikel-VII-Kulturvereines für Steiermark) und die Arbeitsgemeinschaft für die Anwerbung ausländischer Arbeitskräfte, eine Organisation der Bundeskammer der gewerblichen Wirtschaft.

### Die Rohrbombe von Klagenfurt August 1994
Der Polizist Theo Kelz, ein ausgebildeter Sprengmeister, transportierte am 24. August 1994 eigenmächtig – gemeinsam mit zwei Kollegen – mit einem Dienstfahrzeug eine an der zweisprachigen deutsch-slowenischen Volksschule 24 (am Gebäude der Rennerschule) in Klagenfurt aufgefundene Rohrbombe in einer Sporttasche quer durch die Stadt zum Flughafen Klagenfurt. Dort wollte er das 5 kg schwere Rohr in der Gepäck-Röntgenstraße untersuchen. Dabei detonierte die Bombe, Kelz wurden beide Hände abgerissen. Einer der beiden begleitenden Polizisten wurde durch Splitter schwer, der weitere Kollege leicht verletzt. Dem Polizisten wurden sechs Jahre später von Raimund Margreiter erfolgreich Spenderhände transplantiert.

### Zweite Briefbombenserie im Oktober 1994
Die zweite Serie von Briefbomben im Oktober 1994 bestand ausschließlich aus Blindgängern. Aufgrund eines Konstruktionsfehlers detonierte keine der vier Bomben. Die Empfänger waren der slowenische Wieser Verlag in Klagenfurt, ein Verein zur Ausländerbetreuung in Dornbirn, eine Papierfabrik in Hallein und der Abt des Stifts Wilten in Innsbruck.

### Der Vierfachmord von Oberwart Februar 1995

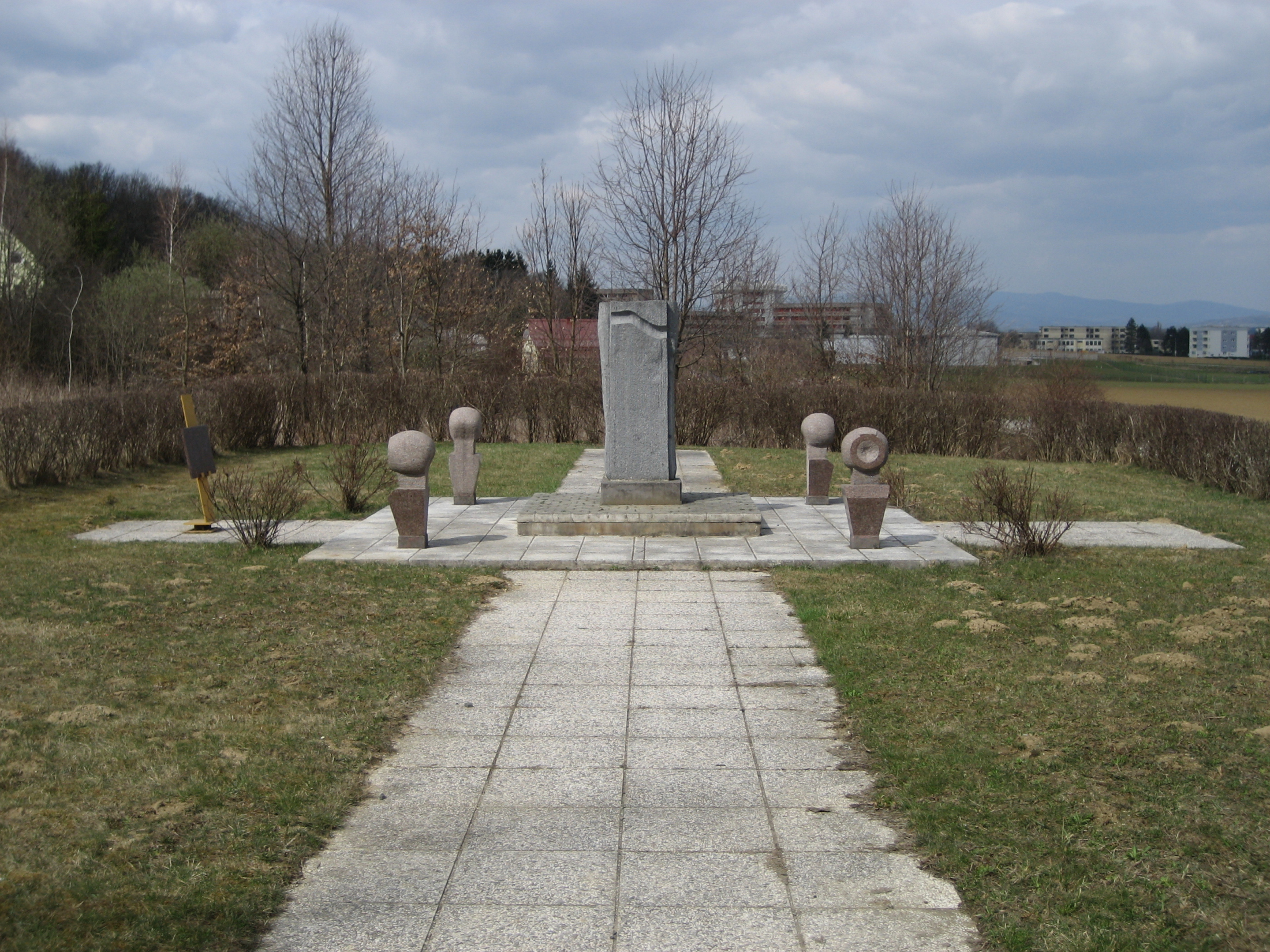
Mahnmal in Oberwart (2011)

In der Nacht von 4. auf 5. Februar 1995 wurden in Oberwart vier Roma – Peter Sarközi, Josef Simon sowie Karl und Erwin Horvath – durch eine Sprengfalle getötet. Die Rohrbombe war an einem Schild mit der Aufschrift Roma zurück nach Indien angebracht. Beim Versuch, dieses Schild zu entfernen, explodierte der aus ca. 150 Gramm gedämmtem Nitroglycerin bestehende Sprengsatz. Zwei Tage später wurde in Stinatz Erich Preiszler, einem Mitarbeiter des burgenländischen Umweltdienstes, durch eine Sprengfalle die Hand zerfetzt.
Der Schriftsteller Stefan Horvath, Vater des getöteten 27-jährigen Peter Sarközi, reflektierte die Morde in verschiedenen Büchern.
Das Attentat in Oberwart war zunächst nicht als Terroranschlag eingestuft worden, vielmehr wurde ein Tötungsdelikt unter Roma oder ein Unfall bei der Herstellung einer Sprengfalle vermutet. Es kam zu Hausdurchsuchungen bei den Familien der Opfer und weiteren Roma-Familien in der Wohnsiedlung. Erst nach dem Anschlag in Stinatz zwei Tage später wurde auch Oberwart als Terroranschlag eingestuft und die Ermittlungen in diese Richtung geändert.

### Dritte, vierte und fünfte Briefbombenserie 1995
Die dritte Serie wurde Anfang Juni 1995 an die Fernsehmoderatorin Arabella Kiesbauer, an Dietrich Szameit, den damaligen stellvertretenden Bürgermeister von Lübeck, und an eine Partnervermittlung in Linz verschickt. Kiesbauer und Szameit öffneten ihre Briefe nicht persönlich, die Bomben verletzten ihre Mitarbeiter. Im Fall von Szameit traf es den damaligen SPD-Fraktionsgeschäftsführer und ehemaligen Landtagsabgeordneten in Schleswig-Holstein, Thomas Rother, die Briefbombe verletzte ihm vier Finger der rechten Hand schwer. Auch die dritte Bombe detonierte, die Mitinhaberin der Partnervermittlung erlitt schwere Verletzungen an der linken Hand.
Die vierte Serie ging Mitte Oktober 1995 an zwei ausländische Ärzte und die Flüchtlingshelferin Maria Loley. Ein aus Syrien stammender Arzt und Maria Loley wurden dabei verletzt, der an einen südkoreanischen Arzt verschickte Brief wurde entdeckt.
Zwei der vier Briefbomben der fünften Serie explodierten am 11. Dezember 1995 frühzeitig in einem Postkasten, die zwei anderen wurden abgefangen. Die Adressaten waren das Wiener Büro des Flüchtlingskommissariats der Vereinten Nationen (UNHCR), das ungarische Partnervermittlungsbüro Kőszeg, Angela Resetarits (die Mutter von Lukas, Willi und Peter Resetarits) und eine aus Indien stammende Wiener Familie.

### Sechste und letzte Briefbombe 1996
Eine weitere Briefbombe versandte Fuchs Ende 1996. Der an Lotte Ingrisch, die Stiefmutter des damaligen Innenministers Caspar Einem, adressierte Brief explodierte bei der polizeilichen Untersuchung. Dies war der letzte Vorfall, bis Franz Fuchs ein Jahr später verhaftet wurde.

## Verhaftung, Prozess, Urteil und Suizid
Bei einer Verkehrskontrolle durch die Bundesgendarmerie am 1. Oktober 1997 – zufällig der Tag des Beginns der Rasterfahndung in Österreich – zündete Fuchs eine Rohrbombe, weil er glaubte, man hätte ihn entlarvt. Der Selbstmordversuch schlug fehl, trennte ihm jedoch beide Hände ab und verletzte die Beamten zum Teil schwer.
Ob das vom Kriminalpsychologen Thomas Müller veröffentlichte Täterprofil zur Ergreifung beigetragen hatte, ist nicht erwiesen. Jedoch reklamierten die Fahnder für sich, erfolgreich eine öffentliche Drohkulisse über die baldige Ergreifung des zum damaligen Zeitpunkt noch unbekannten Täters aufgebaut zu haben. Dies habe beim Täter den psychischen Stress ausgelöst, der ihn schließlich zum Zünden einer Rohrbombe während der Polizeikontrolle getrieben habe.

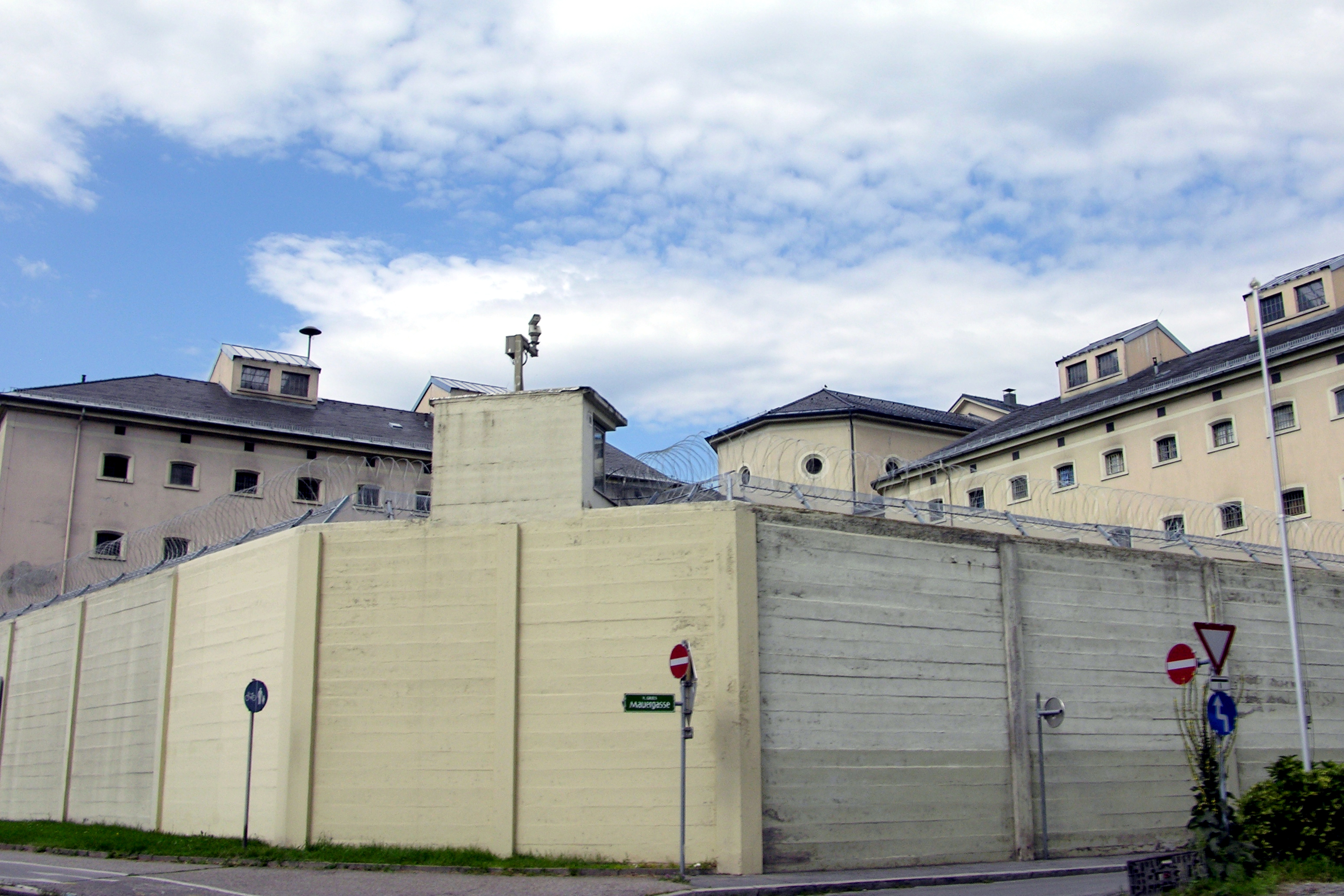
Die Justizanstalt Karlau (2008)

Am 2. Februar 1999 begann nach umfangreichen Hausdurchsuchungen in Fuchs’ Umfeld der Prozess gegen den Bombenbauer am Landesgericht für Strafsachen in Graz. Bereits am ersten Verhandlungstag blockierte Fuchs den Prozessbeginn durch unentwegt skandierte Parolen, wie etwa „Es lebe die BBA!“, und ausländerfeindliche Hasstiraden. Daraufhin wurde Fuchs vom Vorsitzenden Richter Heinz Fuhrmann von der Verhandlung ausgeschlossen. Auch in den folgenden Tagen wurde Fuchs jeweils nach kurzen, ebenso verlaufenden Auftritten vor Gericht wieder aus dem Gerichtssaal geführt. Schließlich wurde der Prozess in Abwesenheit des Angeklagten fortgesetzt. Fuchs’ Verteidiger versuchte, Zweifel an der von der Staatsanwaltschaft vertretenen Einzeltätertheorie zu schüren, Fuchs sei lediglich ein Beitragstäter in einer Vereinigung namens Bajuwarische Befreiungsarmee gewesen. Dem hielt Staatsanwalt Johannes Winklhofer bereits in seinem Eröffnungsplädoyer entgegen: „Franz Fuchs ist die BBA, die BBA ist Franz Fuchs.“ Am 10. März 1999 fällte der Schwursenat sein Urteil in Abwesenheit des Angeklagten. Fuchs wurde wegen vierfachen Mordes sowie zahlreicher Mordversuche und Körperverletzungen zu einer Freiheitsstrafe auf Lebensdauer verurteilt. Gleichzeitig wurde seine Unterbringung in einer Anstalt für geistig abnorme Rechtsbrecher angeordnet.
Am 26. Februar 2000 beging Fuchs mit 50 Jahren in seiner Zelle in der Justizanstalt Graz-Karlau Suizid, indem er sich mit dem Kabel seines Rasierapparates erhängte. Er verfügte zwar über Handprothesen, verwendete sie bei seinem Suizid jedoch nicht.

## Rezeption
Elfriede Jelinek machte Fuchs’ Anschlag auf die vier zu Tode gekommenen Roma in Oberwart (in der Nacht vom 4. auf den 5. Februar 1995) zum Gegenstand ihres Stückes Stecken, Stab und Stangl. Eine Handarbeit (1996).
Die deutsche Rechtsrock-Band Landser besang den Anschlag von Oberwart in einer Strophe ihres Liedes In den Bergen von Ruanda auf ihrem Album Deutsche Wut – Rock gegen Oben. Das Album erschien 1998 und ist seit August 2004 indiziert.
Der Kriminalfall Fuchs wurde erstmals 2000 durch den deutschen Fernsehregisseur Torsten C. Fischer unter dem Titel Der Briefbomber mit Karl Fischer in der Titelrolle verfilmt. Diese TV-Produktion orientierte sich an den Fakten des tatsächlichen Falles nur oberflächlich, und die tatsächlichen Namen waren verändert worden (z. B. Martin Fechter statt Franz Fuchs). Im Zentrum stand nicht Fuchs, sondern ein Profiler, der Fuchs sucht und aufspürt. Vorbild für diese von Sylvester Groth gespielte Figur, die im Film Frank Meyer hieß, war der Kriminalpsychologe Thomas Müller.
Im Videospiel Hitman: Codename 47 (2000), in dem man einen Auftragsmörder spielt, ist die Zielperson eines Levels der Söldner Frantz Fuchs, der von Franz Fuchs inspiriert ist.
2007 drehte die österreichische Filmregisseurin Elisabeth Scharang das Doku-Drama Franz Fuchs – Ein Patriot mit Karl Markovics in der Titelrolle. Darin wurde die Persönlichkeit Fuchs’ anhand der Verhöre des Untersuchungsrichters Erik Nauta (im Film unter dem Namen Schwab; gespielt von Stefan Puntigam) nachgezeichnet. Die Spielszenen wurden von dokumentarischen Aufnahmen und Interviews ergänzt. Der Film wurde aus Anlass des zehnten Jahrestages der Verhaftung von Fuchs am 2. Oktober 2007 vom ORF ausgestrahlt.
Der Dramatiker Felix Mitterer veröffentlichte 2008 das Ein-Mann-Stück Der Patriot, das im Wiener stadtTheater walfischgasse uraufgeführt wurde. Das Drama spielt nach Fuchs’ Verhaftung und besteht hauptsächlich aus „Gesprächen“ von Fuchs mit dem Untersuchungsrichter Erik Nauta, den Vernehmungsbeamten Friedrich Maringer und Robert Sturm sowie dem psychiatrischen Gerichtsgutachter Reinhard Haller. Diese Szenen wechseln sich mit Monologen ab, die einen Einblick in das Innenleben von Fuchs gewähren bzw. dessen Ängste und Wahn zeigen. Beim Schreiben seines Stückes orientierte sich Mitterer stark an den Vernehmungsprotokollen und dem psychiatrischen Gutachten Hallers.